# Kévin Miquel
Kévin Miquel (ur. 19 grudnia 1991) – francuski kolarz górski, brązowy medalista mistrzostw świata.

## Kariera
Największy sukces w karierze Kévin Miquel osiągnął 22 sierpnia 2014 roku, kiedy zajął trzecie miejsce w zawodach Pucharu Świata w Méribel. W zawodach tych wyprzedzili go jedynie Belg Fabrice Mels oraz Niemiec Simon Gegenheimer. W sezonie 2014 nie stawał już na podium, jednak w klasyfikacji końcowej zajął dziesiąte miejsce. Na rozgrywanych w 2014 roku mistrzostwach Europy w St. Wendel zajął 28. pozycję w eliminatorze. We wrześniu 2014 roku zdobył brązowy medal w eliminatorze podczas mistrzostw świata MTB w Lillehammer, ulegając tylko Melsowi i Emilowi Lindgrenowi ze Szwecji.